# Til den højstbydende
Til den højstbydende er en amerikansk stumfilm fra 1923 af Clarence Brown.

## Medvirkende
- House Peters som Peter Smith
- Rubye De Remer som Marion Whitney
- Aileen Pringle som Edith Martin
- Cyril Chadwick som Crane Martin
- Christine Mayo som Rose Graham
- Wedgwood Nowell
- George Nichols som Amos Webb